# West Pearl Tower

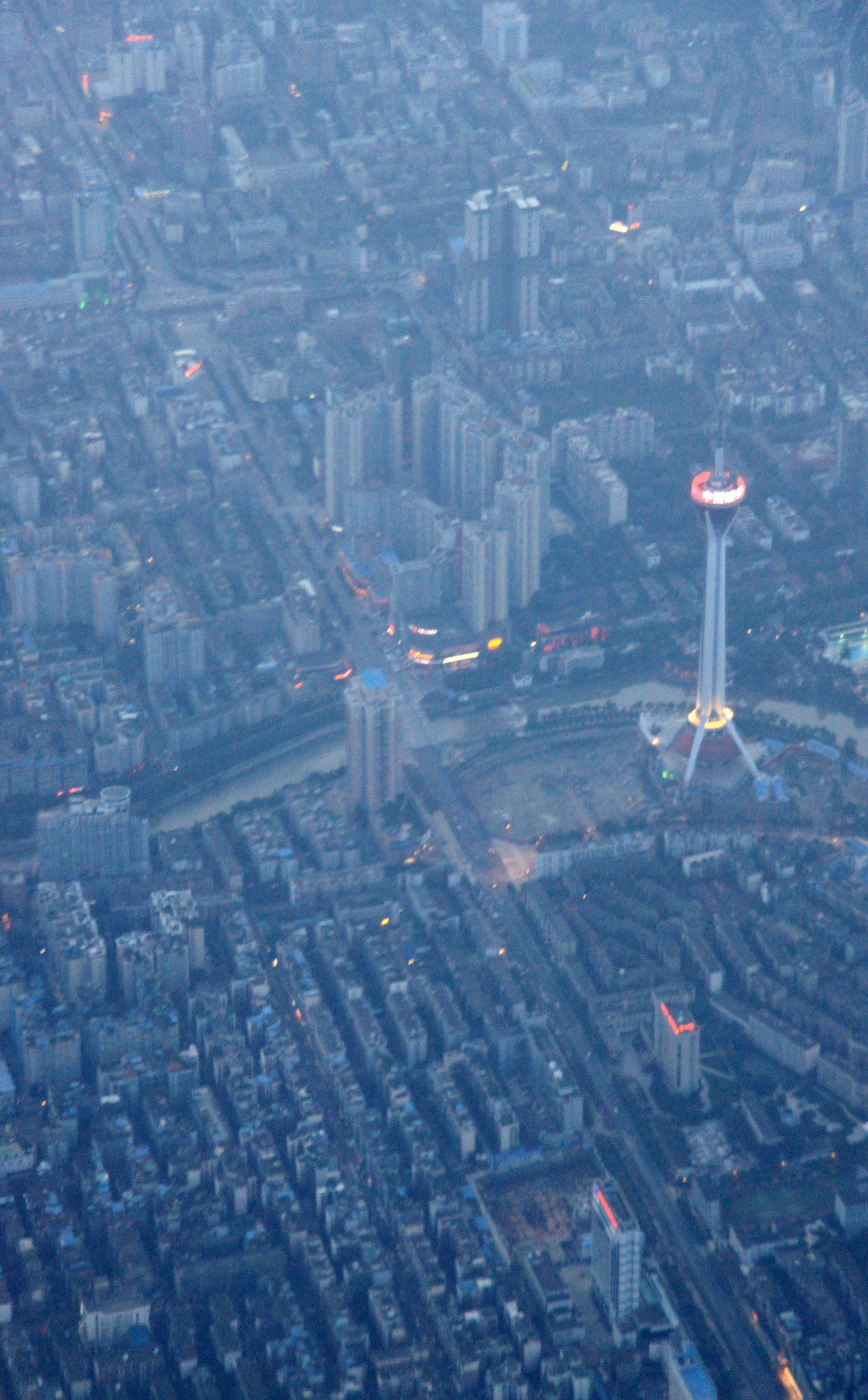
Uitzicht over Chengdu

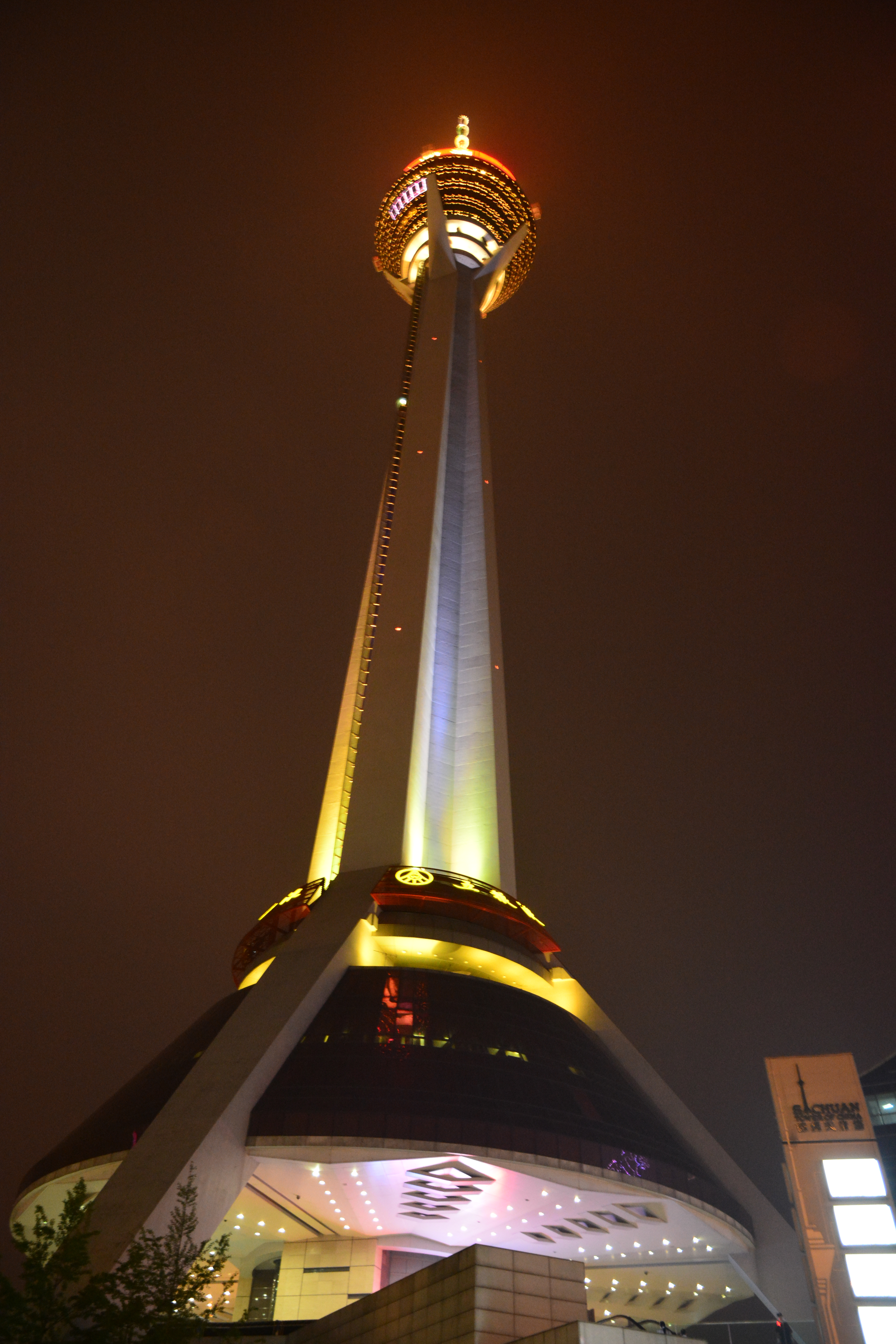
De toren vanaf de grond

De West Pearl Tower is een 339 meter hoge toren in Chengdu, een stad in het zuidwesten van China. De toren bestaat uit gewapend beton en werd voltooid in 2006 en wordt gebruikt als televisie-toren, net als de nog veel hogere Oriental Pearl Tower in Pudong.
Slechts drie torens in China zijn hoger dan de West Pearl Tower. Op 230 meter hoogte is een bezoekersruimte met panoramisch uitzicht.